# 剡县
剡县，中国古县名。
西汉时置，治所在今浙江省嵊州市西南。三国吴移今嵊州市。唐朝武德四年（621年）至八年为嵊州治。五代吴越改名赡县，北宋初复旧。宣和三年（1121年）以剡字两火一刀，有兵火象改名嵊县。 